# Parlement de l'Égypte
Le Parlement de l'Égypte (en arabe : البرلمان المصري (Barlaman Misr)) est l'organe législatif bicaméral de la république arabe d'Égypte.
Ses deux chambres sont :
- la Chambre des représentants, formant sa chambre basse[1] ;
- le Sénat, étant sa chambre haute[2].

## Histoire parlementaire
| Date        | Constitution                                                   | Chambre haute                   | Chambre basse                   |
| ----------- | -------------------------------------------------------------- | ------------------------------- | ------------------------------- |
| 1866-1879   | Aucune                                                         | Conseil consultatif des députés | Conseil consultatif des députés |
| 1883-1913   | Ordonnance fondamentale                                        | Conseil consultatif des lois    | Conseil consultatif des lois    |
| 1923-1953   | Constitution de 1923 Constitution de 1930                      | Sénat                           | Chambre des représentants       |
| 1956-1971   | Constitution de 1956 Constitution de 1958 Constitution de 1964 | Assemblée nationale             | Assemblée nationale             |
| 1971-1980   | Constitution de 1971                                           | Assemblée du peuple d'Égypte    | Assemblée du peuple d'Égypte    |
| 1980-2012   | Constitution de 1971                                           | Conseil consultatif             | Assemblée du peuple d'Égypte    |
| 2012-2014   | Constitution de 2012                                           | Conseil consultatif             | Chambre des représentants       |
| 2014-2020   | Constitution de 2014                                           | Chambre des représentants       | Chambre des représentants       |
| Depuis 2020 | Constitution de 2014                                           | Sénat                           | Chambre des représentants       |